# Étale Fundamentalgruppe
Die Étale Fundamentalgruppe wird in der algebraischen Geometrie untersucht. Sie ist ein Analogon der Fundamentalgruppe topologischer Räume für Schemata. Sie verallgemeinert den Begriff der Galoisgruppe und wurde von Alexander Grothendieck und Claude Chevalley eingeführt.
Die étale Fundamentalgruppe eines Schemas {\displaystyle X} bezeichnet die Automorphismen des Faserfunktors der Kategorie der Galoisüberlagerungen (d. h. endlichen étalen Überlagerungen) von {\displaystyle X}, der einem Basispunkt die Faser über diesem zuordnet.
Im Fall des Spektrums eines Körpers {\displaystyle k} entspricht die Wahl eines Basispunktes der Wahl eines separablen Abschlusses {\displaystyle k_{s}/k}. Auf diese Weise kann die algebraische Fundamentalgruppe mit Basispunkt {\displaystyle k_{s}} kanonisch mit der Galoisgruppe der Galoiserweiterung {\displaystyle k_{s}/k} identifiziert werden. Diese Interpretation wird als Grothendiecksche Galoistheorie bezeichnet.
Der Fall eines eigentlichen Schemas {\displaystyle X} endlichen Typs über einem algebraisch abgeschlossenen Körper {\displaystyle K} der Charakteristik Null lässt sich dank des Lefschetz-Prinzips auf den Fall {\displaystyle K=\mathbb {C} } reduzieren. In diesem Fall erlaubt uns nun Serres GAGA (bzw. Riemanns Existenzsatz im Falle Riemannscher Flächen), die étale Fundamentalgruppe mit der proendlichen Komplettierung der topologischen Fundamentalgruppe von {\displaystyle X(\mathbb {C} )} zu identifizieren.
Insbesondere ist die étalen Fundamentalgruppen der affinen Geraden über einem algebraischen abgeschlossenen Körper der Charakteristik Null trivial. Entgegen der Intuition ist die Fundamentalgruppe einer affinen Geraden in positiver Charakteristik jedoch nicht trivial, da Artin-Schreier-Erweiterungen existieren.
Über die étale Fundamentalgruppe macht allgemeiner die Grothendieck-Vermutung der anabelschen Geometrie spezifische Aussagen.
Letztendlich kulminierte Grothendiecks Konzept in seiner Einführung motivischer Galoisgruppen. Die motivische Galoisgruppe der Kategorie der nulldimensionalen Motive eines Zahlkörpers {\displaystyle k} ist nichts anderes als die étale Fundamentalgruppe von {\displaystyle k} und lässt sich mithin mit der absoluten Galoisgruppe von {\displaystyle k} identifizieren.